# Пальменбах, Евстафий Иванович
Евстафий Иванович Пальменбах (Gustav Heinrich von Palmenbach; 1759 — 7 (18) июля 1792) — полковник русской императорской армии.

## Биография
Родился в 1759 году в лифляндской дворянской семье. Отец — Иван Иванович Пальменбах (Gustav Moritz von Palmenbach) — вступил в русскую военную службу в 1731 году и был уволен в запас в чине генерал-лейтенанта. Мать — дочь генерал-фельдцейхмейстера А. Н. Вильбоа.
Принимал участие в русско-турецкой войне 1787—1791 годов, отличился при штурме крепости Очаков. В 1791 году был награждён чином полковника с назначением командиром Елизаветградского конноегерского полка.
Участвовал в Польской кампании 1792 года. 18 июля 1792 года в сражении при Дубенке дважды атаковал позиции генерала Костюшко, захватил две артиллерийские батареи, потерял в бою правую руку, но не оставил строя, переложил саблю в левую руку и снова повёл своих егерей в атаку, где и был убит картечью.
Награждён орденами Св. Георгия 3-й степени (№ 98, 28 июня 1792) — «Во уважение усердной службы, храбрых и мужественных подвигов, отличивших при поражении войск противной в Польше факции в 7 день июня 792 года при деревне Городище» и 4-й степени (№ 566; 26 ноября 1788).

## Семья
В 1780 году женился на фрейлине Елизавете Александровне Черкасовой, внучке курляндского герцога Эрнста Иоганна Бирона. В семье родилось три дочери, в их числе — будущая баронесса Александра Бюлер.